# Rober
Rober, pseudonimo di Roberto González Bayón (Mérida, 8 gennaio 2001), è un calciatore spagnolo, attaccante del Racing Santander in prestito dal N.E.C..

## Carriera
Cresciuto nel settore giovanile del Real Betis, debutta in prima squadra il 1º novembre 2018 in occasione dell'incontro di Segunda División vinto 1-0 contro il Racing Santander.

## Statistiche
Statistiche aggiornate al 3 settembre 2022.

### Presenze e reti nei club
| Stagione          | Squadra           | Campionato        | Campionato | Campionato | Coppe nazionali | Coppe nazionali | Coppe nazionali | Coppe continentali | Coppe continentali | Coppe continentali | Altre coppe | Altre coppe | Altre coppe | Totale | Totale | Totale |
| Stagione          | Squadra           | Comp              | Pres       | Reti       | Comp            | Pres            | Reti            | Comp               | Pres               | Reti               | Comp        | Pres        | Reti        | Pres   | Reti   |        |
| ----------------- | ----------------- | ----------------- | ---------- | ---------- | --------------- | --------------- | --------------- | ------------------ | ------------------ | ------------------ | ----------- | ----------- | ----------- | ------ | ------ | ------ |
| 2017-2018         | Betis B           | SDB               | 26         | 5          |                 | -               | -               |                    | -                  | -                  |             | -           | -           | 26     | 5      |        |
| 2018-2019         | Betis B           | TD                | 36         | 17         |                 | -               | -               |                    | -                  | -                  |             | -           | -           | 36     | 17     |        |
| 2019-2020         | Betis B           | TD                | 23         | 10         |                 | -               | -               |                    | -                  | -                  |             | -           | -           | 23     | 10     |        |
| Totale Betis B    | Totale Betis B    | Totale Betis B    | 85         | 32         |                 | -               | -               |                    | -                  | -                  |             | -           | -           | 85     | 32     |        |
| 2018-2019         | Real Betis        | PD                | 0          | 0          | CR              | 1               | 0               | UEL                | 0                  | 0                  |             | -           | -           | 1      | 0      |        |
| 2020-2021         | Las Palmas        | SD                | 30         | 8          | CR              | 1               | 0               |                    | -                  | -                  |             | -           | -           | 31     | 8      |        |
| 2021-gen. 2022    | Real Betis        | PD                | 4          | 0          | CR              | 1               | 0               | UEL                | 3                  | 0                  |             | -           | -           | 5      | 0      |        |
| gen.-giu. 2022    | Las Palmas        | SD                | 20         | 2          | CR              | -               | -               |                    | -                  | -                  |             | -           | -           | 20     | 2      |        |
| Totale Las Palmas | Totale Las Palmas | Totale Las Palmas | 50         | 10         |                 | 1               | 0               |                    | -                  | -                  |             | -           | -           | 51     | 10     |        |
| ago. 2022         | Real Betis        | PD                | 2          | 0          | CR              | 0               | 0               | UEL                | -                  | -                  |             | -           | -           | 2      | 0      |        |
| Totale Betis      | Totale Betis      | Totale Betis      | 6          | 0          |                 | 1               | 0               |                    | 3                  | 0                  |             | -           | -           | 10     | 0      |        |
| set. 2022-2023    | Alavés            | SD                | 1          | 0          | CR              | 0               | 0               | -                  | -                  | -                  |             | -           | -           | 1      | 0      |        |
| Totale carriera   | Totale carriera   | Totale carriera   | 141        | 42         |                 | 3               | 0               |                    | 3                  | 0                  |             | -           | -           | 147    | 42     |        |